# Дравська бановина
Дравська бановина (словен. Dravska banovina, сербохорв. Дравска бановина) — провінція (бановина) в Королівстві Югославія в період з 1929 по 1939.

## Географія
Дравська бановина була розташована в північно-західній частині королівства, на території сучасної Словенії. На півночі бановина межувала з Австрією, на сході — з Угорським королівством, на заході — з Королівство Італія, на південному сході — із Савською бановиною.
Бановина отримала свою назву за річкою Драва. Її адміністративним центром вважалося місто Любляна.

## Історія
У 1941, під час Другої світової війни Третій Рейх, Італія, Угорщина та Хорватія поділили між собою територію бановини.
Після війни регіон увійшов в СФРЮ в склад Соціалістичної республіки Словенія разом з Юлійською Крайною.